# Colomba (novela)
Colomba é um conto de Prosper Mérimée, publicado inicialmente a 1 de Julho de 1840 na Revue des deux Mondes e que foi depois publicada como livro em 1841.